# Presídio das Pedras Negras
O Presídio das Pedras Negras localizava-se na margem direita do rio Guaporé, guarnecendo a fronteira com a Bolívia, no lugar das Pedras Negras (atual cidade), no estado de Rondônia, no Brasil.

## História
Tendo o Governador e Capitão General da Capitania do Mato Grosso, Antônio Rolim de Moura Tavares (1751-1764), desalojado a redução espanhola (fortim) de Santa Rosa, na margem direita do rio Guaporé, fez erigir no local um pequeno posto de vigilância (Guarda de Santa Rosa, 1753). Em represália, cerca de duzentos índios e alguns jesuítas espanhóis, sob o comando do Padre Laines, contra-atacaram essa Guarda (1754), gerando vivos protestos daquele governador português (carta de 17 de junho de 1754 ao Vice-diretor das Missões espanholas, Padre Nicolau Altogrado e, sem resposta, novo protesto solene, a 3 de dezembro.
A partir de então, Rolim de Moura estabeleceu, entre 1755 e 1759, um posto militar nas Pedras Negras, procurando militarizar o rio Guaporé, a fim de impedir o estabelecimento dos espanhóis em território português. Prosseguindo essa estratégia, em 1759 a guarnição de Santa Rosa Velha foi transformada em um fortim, sob a invocação de Nossa Senhora da Conceição (Presídio de Nossa Senhora da Conceição).
O seu sucessor no governo da Capitania, João Pedro da Câmara (1764-1769), ameaçado de invasão pelo Vice-Rei do Peru, guarneceu o sítio das Pedras com quarenta homens (1765), reforçando a defesa constituída pelo Fortim de Nossa Senhora da Conceição.
Embora SOUZA (1885) apenas relacione esta estrutura entre os Presídios fundados na região ao final do século XVIII, na sua maioria pelo governador Luís de Albuquerque de Melo Pereira e Cáceres, destinados a impedir as incursões dos espanhóis e dos indígenas, e para defesa da navegação e comércio entre o norte da Capitania do Mato Grosso e o Pará (op. cit., p. 139-140), a propósito do Real Forte Príncipe da Beira informa que, em 1864, aquela praça estava guarnecida por dez soldados, dos quais efetivamente três em serviço, e os demais destacados no Presídio das Pedras e no da foz do rio Itonamas (op. cit., p. 138).
BARRETTO (1958) computa este Presídio das Pedras e o Presídio de Lamego, como uma única estrutura: o Presídio de Pedras do Lamego (op. cit., p. 72).